# Hesperandra brachyderes
Hesperandra brachyderes là một loài bọ cánh cứng trong họ Cerambycidae.